# 티머시 가이트너
티머시 가이트너(영어: Timothy Franz Geithner, IPA: [ˈgaɪtnər], 1961년 8월 18일 ~ )는 미국의 공직자·금융인·정치인이다. 오바마 행정부의 초대 재무부 장관으로 지명되었다.
뉴욕에서 태어났으며, 아시아 관련 업무를 하는 부친을 따라 아시아 여러 나라에서 생활한 경험이 있다. 다트머스 대학교 졸업 후 재무부에서 근무했으며, 2003년부터 뉴욕 연방준비제도 의장으로 재직했다. 2008년 11월 대통령으로 당선된 버락 오바마는 그를 새 재무부 장관으로 지명하였다. 이에 따라 가이트너는 이듬해 1월 상원의 인준 절차를 통과, 1월 26일 세계금융위기의 상황 속에서 제75대 재무부 장관으로 취임하였다.
재무부 장관으로서 2008년 금융위기를 처리한 경험을 정리하여 회고록으로 발간하였다. 회고록 제목은 <스트레스 테스트>. 그는 자신의 저서에서 금융위기를 도덕 근본주의적 태도로 접근해서는 안 된다고 주장했으며 실용주의적 접근을 강조했다.
여담으로, 티머시 가이트너는 2015년도에 [스트레스 테스트]라는 금융위기와 관련한 칼럼을 출간하였으며, 국내에서는 언빅투스사가 발행하였다.
참고 : http://www.kyobobook.co.kr/product/detailViewKor.laf?mallGb=KOR&ejkGb=KOR&barcode=9791195275564#N